# Alfredo Melani

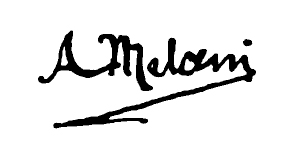
Firma di Alfredo Melani

Alfredo Melani (Pistoia, 23 gennaio 1859 – Milano, 29 dicembre 1928) è stato un architetto e critico d'arte italiano.

## Biografia
Alfredo Melani nasce il 23 gennaio 1859 a Pistoia, dove inizia gli studi classici presso il seminario vescovile e presso il ginnasio Forteguerri, per passare poi alle scuole tecniche. Fra i suoi docenti si trovano Francesco Bartolini, incaricato di disegno ornato e geometrico, e il professore di estetica Aleardo Aleardi.
Nel 1874 prosegue gli studi a Firenze presso il Regio Istituto di belle arti, ossia l'accademia da appena un anno riformata: qui è ammesso direttamente al biennio detto di insegnamento comune e passa nell'anno accademico 1875-1876 al triennio del cosiddetto insegnamento speciale d'architettura. Qui incontra, quale docente di geometria, prospettiva e architettura, il professor Giuseppe Castellazzi, allievo di Pietro Selvatico e portatore di interessi nuovi, non ultimo l'apertura verso l'architettura orientale, il quale cambierà radicalmente il suo rapporto con lo studio. Al termine di ciascuno dei tre anni scolastici, Melani si aggiudicherà i premi accademici previsti e la relativa medaglia d'argento, distinguendosi rispettivamente nella redazione di saggi collettivi, nel progetto di battistero in stile fiorentino del secolo XIV e nel progetto di cimitero cattolico evangelico per una città capitale, e riportando nell'ultimo anno (1877-1978) anche una menzione onorevole per l'ornato modellato. Nel successivo periodo 1878-1879, nel quale risulta l'unico iscritto all'anno facoltativo, termina gli studi ufficiali conseguendo la licenza di professore di disegno architettonico, con una difficile prova inerente al progetto di un carcere penitenziario per 400 condannati.
Nell'ambito degli scambi culturali maturati nel periodo accademico, vanno annoverate la conoscenza di Camillo Boito, in occasione del soggiorno di questi a Firenze con i propri allievi di Brera in viaggio di laurea, e, per il tramite di Castellazzi, il contatto epistolare con l'architetto ed archeologo francese Jules Gailhabaud in merito agli studi sul palazzo comunale di Pistoia.
Nel 1877, ancora parallelamente al periodo fiorentino, Melani si aggiudica la borsa di studio Dal Gallo, pensione mensile della durata di nove anni amministrata dal Comune di Pistoia, che nel settennato a seguire gli permette di approfondire gli studi di architettura, anche per mezzo di diversi viaggi in Italia e all'estero (si segnalano, per sua stessa menzione, un soggiorno a Parigi ed un tour che lo porta sino in Africa).
Nel 1881, anno in cui è premiato all'Esposizione nazionale di Milano per il progetto di restauro del palazzo municipale di Pistoia, si stabilisce nel capoluogo lombardo, dove nel 1883, all'età di ventiquattro anni, è nominato professore nella Scuola superiore d'arte applicata all'industria, incarico che determinerà tuttavia il decadimento del beneficio Dal Gallo. Melani, scegliendo deliberatamente di non consacrare nessuna parte del proprio tempo a uffici pubblici, dedica così la vita interamente agli studi, sia di architettura sia, nel solco del coevo sviluppo delle manifatture e industrie italiane, di arti applicate, i quali sfoceranno in un numero impressionante di pubblicazioni e nell'insegnamento, sino a diventare direttore della stessa scuola. Fra i suoi allievi figurano anche l'architetto modernista Giuseppe Sommaruga e il torinese Francesco Gianotti, autore della nota Galleria Güemes di Buenos Aires.
A partire dallo stesso 1883, la sua vocazione di critico d'arte si consolida definitivamente ed egli ottiene larga fama grazie all'attività pubblicistica, rappresentata soprattutto dalla fortunatissima serie dei manuali artistici Hoepli. Questi conosceranno tiratura notevole sia per numero di titoli sia per numero di nuove edizioni, sempre aggiornate, ed il loro valore risiede sia nel primato, trattandosi delle prime pubblicazioni italiane di cultura artistica immesse su un mercato nazionale ancora limitato ai repertori in lingua straniera, sia per la prospettiva critica che le anima, sempre volta ad indirizzare la ricerca artistica dei giovani verso la sperimentazione, in nome di una libertà espressiva che vuole affrancarsi dagli accademismi di marca neoclassica. In tale registro si inscrive anche l'invito, per gli architetti, a studiare l'architettura gotica non certo per copiarla bensì al fine di trarne il senso della originale composizione organica, nonché l'invito a conferire bellezza anche ai nuovi "soggetti" che andavano ad ampliare il programma architettonico contemporaneo (fabbriche industriali, case popolari, case per impiegati, garage, cinematografi).
Partecipando in maniera militante al dibattito contemporaneo, senza esitare ad esprimere anche aperte polemiche dalle quali non esclude nomi quali Daniele Donghi, Luca Beltrami, lo stesso Boito, Melani collabora inoltre con assiduità a numerose riviste italiane e straniere. All'impressionante volume dell'attività pubblicistica ufficiale si affianca quella editata sotto lo pseudonimo di "Helvetius", nonché l'attività di conferenziere.
Assai contenuto è invece il novero delle architetture progettate, fra cui si ricordano: l'edicola sepolcrale per il professor Carlo Burci (1813-1875) nel cimitero della Misericordia a Firenze, 1880 circa; il progetto di restauro, con completamento in stile, della facciata del palazzo comunale di Pistoia; il progetto per la facciata di San Giovanni Fuorcivitas a Pistoia e quello per la facciata del duomo di Milano, pubblicato su «Ricordi di Architettura», 1886; villa Rosa (oggi Tedeschi) a Corlanzone (Alonte), in provincia di Vicenza, 1908; la cappella Merli-Maggi nel cimitero monumentale di Milano, pubblicata su «L'Architettura italiana» del 1910.
Muore a Milano il 29 dicembre 1928.